# District de Pesé
Le district de Pesé est l'une des divisions qui composent la province de Herrera, au Panama. En 2010, le district comptait 12 397 habitants.

## Crédit d'auteurs
- (es) Cet article est partiellement ou en totalité issu de l’article de Wikipédia en espagnol intitulé « Distrito de Pesé » (voir la liste des auteurs).